# Wirwignes
Wirwignes là một xã ở tại tỉnh Pas-de-Calais trong vùng Hauts-de-France của Pháp.

## Địa lý
Wirwignes có cự ly khoảng 8 dặm (13 km) về phía đông nam Boulogne, tại giao lộ của các tuyến đường D238 và đường D341, hai bên bờ sông Liane.

## Dân số
| 1962                                                         | 1968 | 1975 | 1982 | 1990 | 1999 | 2006 |
| ------------------------------------------------------------ | ---- | ---- | ---- | ---- | ---- | ---- |
| 484                                                          | 507  | 492  | 528  | 638  | 682  | 704  |
| Số liệu điều tra dân số từ năm 1962: Dân số không tính trùng |      |      |      |      |      |      |

## Địa điểm nổi bật
- Nhà thờ St.Quentin, thế kỷ 15.
- Lâu đài Quenneval, thế kỷ 17.